# 船越駅
船越駅（ふなこしえき）は、秋田県男鹿市船越字狐森（きつねもり）にある、東日本旅客鉄道（JR東日本）男鹿線の駅である。

## 歴史
- 1914年（大正3年）11月8日：国鉄の駅として南秋田郡船越町に開業[2]。
- 1980年（昭和55年）3月21日：貨物の取り扱いを廃止[2]。
- 1983年（昭和58年）：業務委託駅となる[3]。
- 1984年（昭和59年）2月1日：荷物扱いを廃止[2]。
- 1986年（昭和61年）11月1日：業務委託駅から駅員無配置駅となり[4]、簡易委託駅となる[5]。
- 1987年（昭和62年）4月1日：国鉄分割民営化により、JR東日本の駅となる[2]。
- 1997年（平成9年）12月：キヨスクの営業を終了[6]。
- 1999年（平成11年）3月12日：駅舎改築、供用開始。併せて簡易委託駅から再び業務委託駅となる[7]。
- 2022年（令和4年）3月12日：終日無人化。
- 2023年（令和5年）5月27日：ICカード「Suica」の利用が可能となる[8][9]。
- 2024年（令和6年）10月1日：えきねっとQチケのサービスを開始[1][10]。

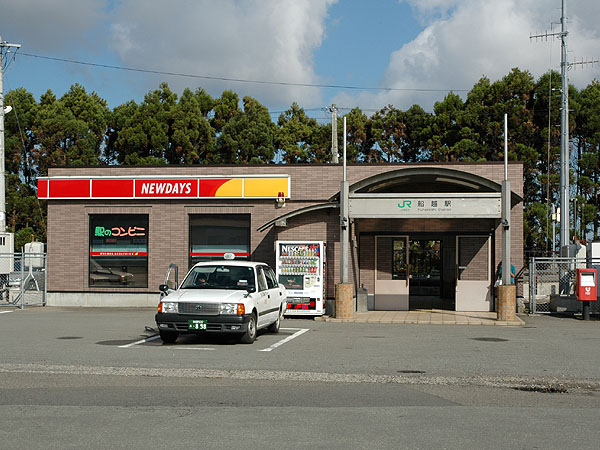
コンビニを併設していたころの駅舎（2005年10月）

## 駅構造
単式ホーム1面1線を有する地上駅である。かつては島式ホーム1面2線であった。簡易Suica改札機が設置されている。
2022年（令和4年）3月11日までは業務委託駅（JR東日本東北総合サービス委託）であった。

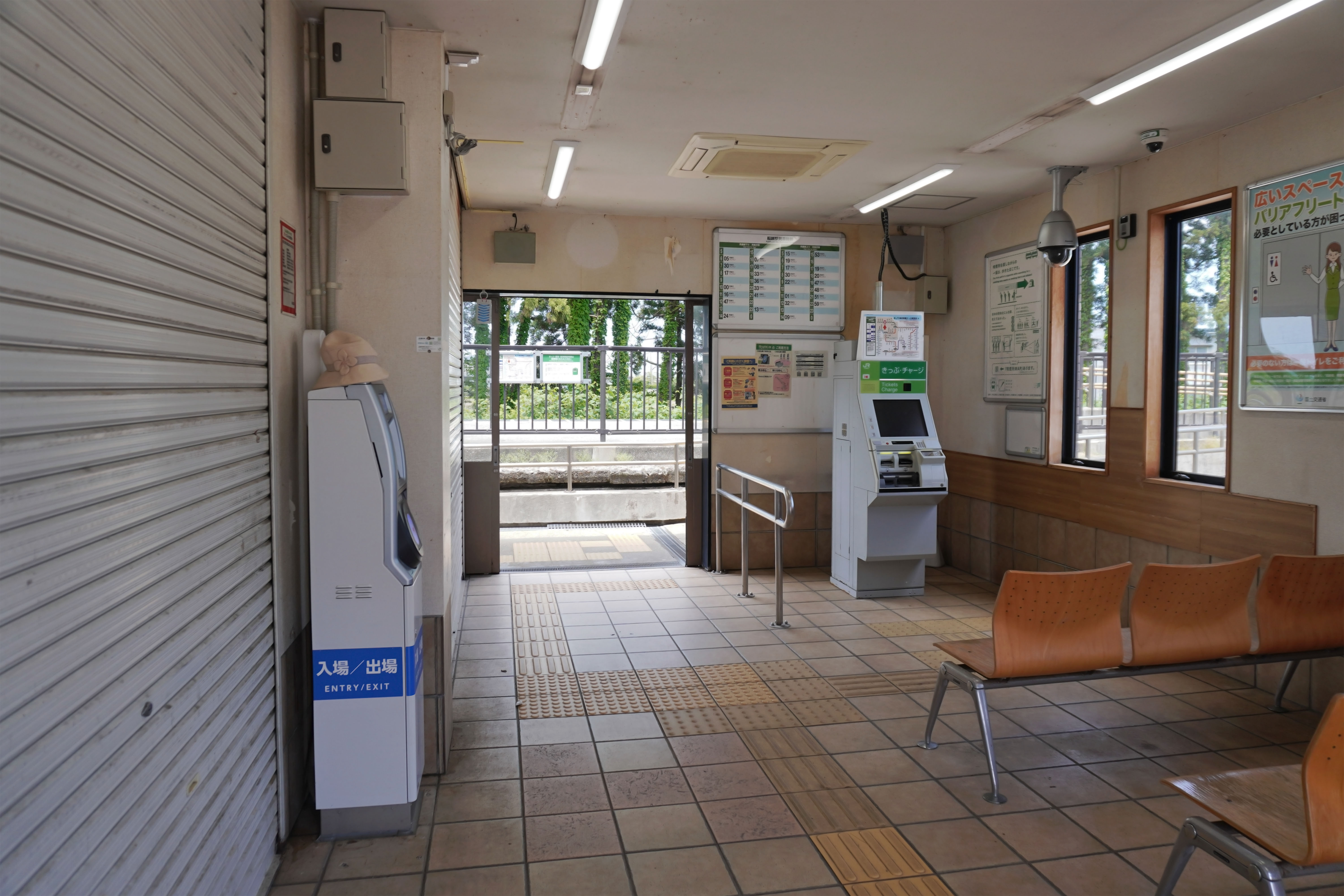
駅舎内（2024年5月）
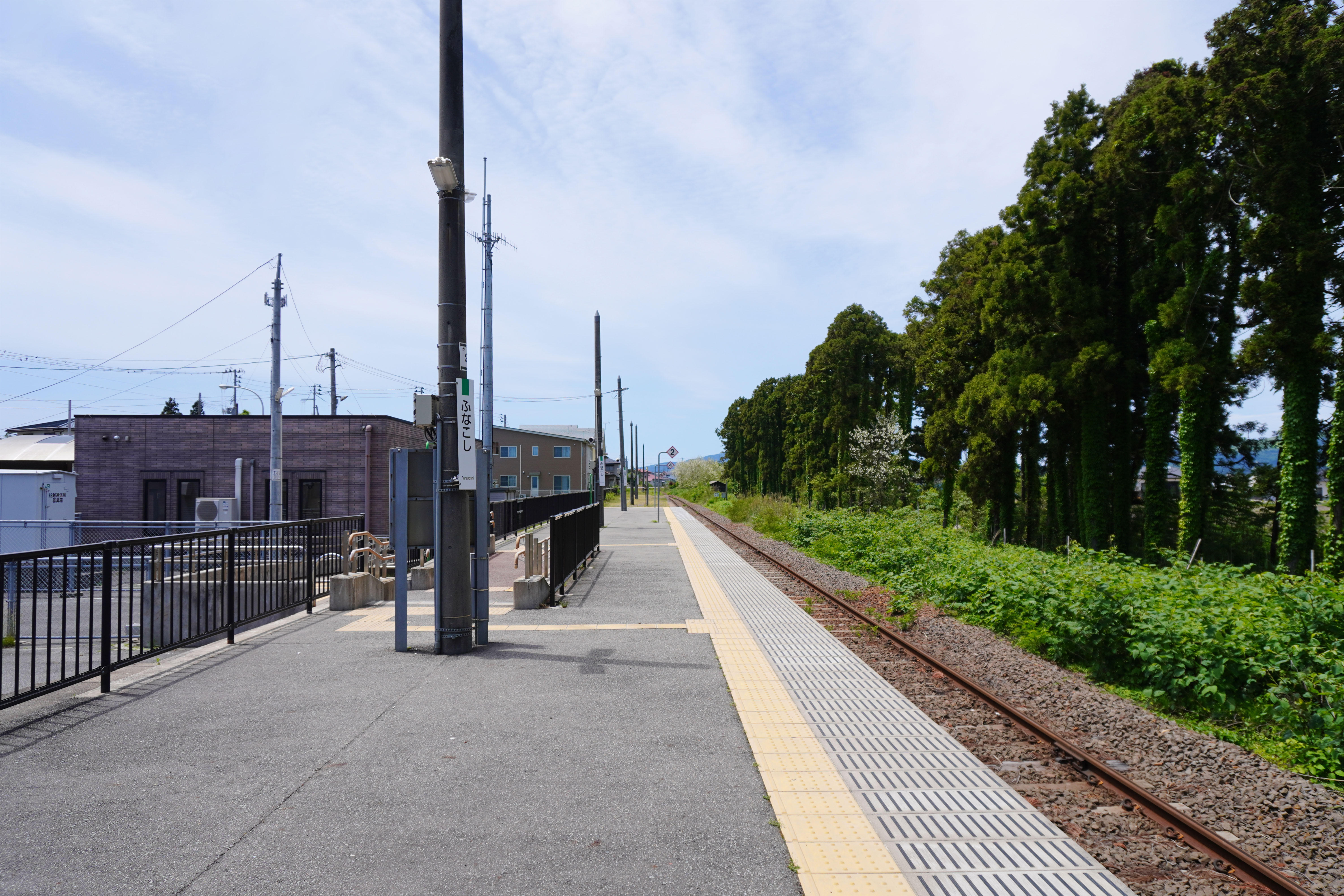
ホーム（2024年5月）

## 利用状況
JR東日本によると、2000年度（平成12年度）- 2020年度（令和2年度）の1日平均乗車人員の推移は以下のとおりであった。
| 1日平均乗車人員推移 | 1日平均乗車人員推移 | 1日平均乗車人員推移 | 1日平均乗車人員推移 | 1日平均乗車人員推移 |
| 年度                | 定期外              | 定期                | 合計                | 出典                |
| ------------------- | ------------------- | ------------------- | ------------------- | ------------------- |
| 2000年（平成12年）  |                     |                     | 950                 | [ 利用客数 1 ]      |
| 2001年（平成13年）  |                     |                     | 878                 | [ 利用客数 2 ]      |
| 2002年（平成14年）  |                     |                     | 814                 | [ 利用客数 3 ]      |
| 2003年（平成15年）  |                     |                     | 785                 | [ 利用客数 4 ]      |
| 2004年（平成16年）  |                     |                     | 799                 | [ 利用客数 5 ]      |
| 2005年（平成17年）  |                     |                     | 789                 | [ 利用客数 6 ]      |
| 2006年（平成18年）  |                     |                     | 768                 | [ 利用客数 7 ]      |
| 2007年（平成19年）  |                     |                     | 744                 | [ 利用客数 8 ]      |
| 2008年（平成20年）  |                     |                     | 691                 | [ 利用客数 9 ]      |
| 2009年（平成21年）  |                     |                     | 697                 | [ 利用客数 10 ]     |
| 2010年（平成22年）  |                     |                     | 700                 | [ 利用客数 11 ]     |
| 2011年（平成23年）  |                     |                     | 707                 | [ 利用客数 12 ]     |
| 2012年（平成24年）  | 124                 | 565                 | 690                 | [ 利用客数 13 ]     |
| 2013年（平成25年）  | 125                 | 555                 | 680                 | [ 利用客数 14 ]     |
| 2014年（平成26年）  | 110                 | 517                 | 627                 | [ 利用客数 15 ]     |
| 2015年（平成27年）  | 104                 | 529                 | 634                 | [ 利用客数 16 ]     |
| 2016年（平成28年）  | 105                 | 519                 | 625                 | [ 利用客数 17 ]     |
| 2017年（平成29年）  | 103                 | 492                 | 596                 | [ 利用客数 18 ]     |
| 2018年（平成30年）  | 98                  | 467                 | 566                 | [ 利用客数 19 ]     |
| 2019年（令和元年）  | 90                  | 436                 | 527                 | [ 利用客数 20 ]     |
| 2020年（令和02年）  | 66                  | 419                 | 486                 | [ 利用客数 21 ]     |

## 駅周辺
南秋田郡大潟村方面への南玄関口である。
- 秋田県道159号船越停車場線
  - 秋田県道104号男鹿昭和飯田川線
  - 国道101号
- 男鹿市役所船越出張所
- 船越郵便局
- 男鹿市立船越小学校
- 秋田県立男鹿工業高等学校
- サテライト男鹿（競輪場外車券売場）
- 秋田銀行船越支店
- 北都銀行船越支店
- 秋田信用金庫船越支店
- ケーズデンキ男鹿店（運営会社はデンコードー）
- スーパーセンターアマノ男鹿店
- 秋田なまはげ農業協同組合
  - 百縁畑（農産物直売所）
  - 男鹿支店船越出張所（店舗外ATM）
- ジェイエイ秋田葬祭センター レゼール男鹿
- NHK大潟ラジオ放送所

## 隣の駅
東日本旅客鉄道（JR東日本）
■男鹿線
天王駅 - 船越駅 - 脇本駅

### 記事本文
1. 1 2 3 4 5  「駅の情報（船越駅）：JR東日本」東日本旅客鉄道。2024年8月29日時点のオリジナルよりアーカイブ。2024年9月9日閲覧。
2. 1 2 3 4 5  石野哲（編）『停車場変遷大事典 国鉄・JR編 Ⅱ』（初版）JTB、1998年10月1日、548頁。ISBN 978-4-533-02980-6。
3. 1 2  小学館『国鉄全線各駅停車・3 奥羽・羽越40駅』83頁。
4. ↑  「通報 ●飯田線三河川合駅ほか186駅の駅員無配置について（旅客局）」『鉄道公報号外』日本国有鉄道総裁室文書課、1986年10月30日、12面。
5. ↑  「22駅の業務近代化 秋鉄、11月から簡易委託へ」『交通新聞』交通協力会、1986年5月28日、1面。
6. ↑  平成10年1月30日朝日新聞朝刊秋田面
7. ↑  「船越駅の駅舎改築完工 コンビニも入居 男鹿」『秋田魁新報』1999年3月13日、朝刊、26面。
8. 1 2  「2023年5月27日（土）北東北3エリアでSuicaがデビューします! (PDF)」（プレスリリース）、東日本旅客鉄道盛岡支社／東日本旅客鉄道秋田支社、2022年12月12日。2022年12月12日閲覧。
9. ↑  「北東北3県におけるSuicaご利用エリアの拡大について ～2023年春以降、青森・岩手・秋田の各エリアでSuicaをご利用いただけるようになります～ (PDF)」（プレスリリース）、東日本旅客鉄道、2021年4月6日。2021年4月6日閲覧。
10. ↑  「Suicaエリア外もチケットレスで! 東北エリアから「えきねっとQチケ」がはじまります (PDF)」（プレスリリース）、東日本旅客鉄道、2024年7月11日。2024年8月11日閲覧。
11. ↑  「JR東日本東北総合サービス株式会社が運営する受託駅一覧（2021年4月1日現在） (PDF)」JR東日本東北総合サービス。2022年1月2日時点のオリジナル (PDF)よりアーカイブ。2022年1月2日閲覧。

### 利用状況
1. ↑  「JR東日本：各駅の乗車人員（2000年度）」東日本旅客鉄道。2025年7月19日閲覧。
2. ↑  「JR東日本：各駅の乗車人員（2001年度）」東日本旅客鉄道。2025年7月19日閲覧。
3. ↑  「JR東日本：各駅の乗車人員（2002年度）」東日本旅客鉄道。2025年7月19日閲覧。
4. ↑  「JR東日本：各駅の乗車人員（2003年度）」東日本旅客鉄道。2025年7月19日閲覧。
5. ↑  「JR東日本：各駅の乗車人員（2004年度）」東日本旅客鉄道。2025年7月19日閲覧。
6. ↑  「JR東日本：各駅の乗車人員（2005年度）」東日本旅客鉄道。2025年7月19日閲覧。
7. ↑  「JR東日本：各駅の乗車人員（2006年度）」東日本旅客鉄道。2025年7月19日閲覧。
8. ↑  「JR東日本：各駅の乗車人員（2007年度）」東日本旅客鉄道。2025年7月19日閲覧。
9. ↑  「JR東日本：各駅の乗車人員（2008年度）」東日本旅客鉄道。2025年7月19日閲覧。
10. ↑  「JR東日本：各駅の乗車人員（2009年度）」東日本旅客鉄道。2025年7月19日閲覧。
11. ↑  「JR東日本：各駅の乗車人員（2010年度）」東日本旅客鉄道。2025年7月19日閲覧。
12. ↑  「JR東日本：各駅の乗車人員（2011年度）」東日本旅客鉄道。2025年7月19日閲覧。
13. ↑  「JR東日本：各駅の乗車人員（2012年度）」東日本旅客鉄道。2025年7月19日閲覧。
14. ↑  「各駅の乗車人員 2013年度 ベスト100以外（7）：JR東日本」東日本旅客鉄道。2025年7月19日閲覧。
15. ↑  「各駅の乗車人員 2014年度 ベスト100以外（7）：JR東日本」東日本旅客鉄道。2025年7月19日閲覧。
16. ↑  「各駅の乗車人員 2015年度 ベスト100以外（6）：JR東日本」東日本旅客鉄道。2025年7月19日閲覧。
17. ↑  「各駅の乗車人員 2016年度 ベスト100以外（6）：JR東日本」東日本旅客鉄道。2025年7月19日閲覧。
18. ↑  「各駅の乗車人員 2017年度 ベスト100以外（6）：JR東日本」東日本旅客鉄道。2025年7月19日閲覧。
19. ↑  「各駅の乗車人員 2018年度 ベスト100以外（6）：JR東日本」東日本旅客鉄道。2025年7月19日閲覧。
20. ↑  「各駅の乗車人員 2019年度 ベスト100以外（7）：JR東日本」東日本旅客鉄道。2025年7月19日閲覧。
21. ↑  「各駅の乗車人員 2020年度 101位以下（6）| 企業サイト：JR東日本」東日本旅客鉄道。2025年7月19日閲覧。